# The Temple of I & I
The Temple of I & I – ósmy album studyjny Thievery Corporation, wydany 10 lutego 2017 roku w Stanach Zjednoczonych przez Eighteenth Street Lounge Music jako CD, podwójny LP i digital download.

## Album

### Realizacja i muzyka
Po eksploracji bossa novy na albumie Saudade Rob Garza i Eric Hiltona swój kolejny album postanowili dedykować muzyce muzyce jamajskiej, której elementy (dub i reggae) wykorzystywali od początku swojej kariery. Zasadnicza część materiału The Temple of I & I została zrealizowana w Port Antonio na Jamajce, w Geejam Studios, w którym nagrywali między innymi: Björk, Common, Drake, Gorillaz i Alicia Keys. Pomysł zrealizowania albumu właśnie tam wyszedł od Erica Hiltona który wcześniej odwiedził Port Antonio. Jak wyjaśniał: „Innowacja, duch i moc muzyki jamajskiej są dla nas stałym źródłem kreatywnej manny. Jamajka na muzycznej mapie to cały kontynent”. Obaj z Garzą przyjechali do Port Antonio na początku 2015 roku. Kiedy sesje nagraniowe dobiegły końca, przywieźli nagrania z powrotem do Waszyngtonu, by je ukończyć poprzez dodanie rogów i instrumentów smyczkowych oraz dobranie do każdego utworu odpowiednich wokalistów. W większości wybrali tych, z którymi współpracowali już wcześniej, w tym Notcha, który po raz pierwszy zaśpiewał na płycie The Richest Man in Babylon, Mr. Lifa oraz LouLou Ghelichkhani i Elin Melgarejo, śpiewające na Saudade. Nową twarzą była natomiast jamajska wokalistka Racquel Jones, która zaśpiewała „Letter to the Editor” i „Road Block”. Ukłonem w stronę stylu eksplorowanego na Saudade były piosenki „Lose to Find” (zaśpiewana przez Elin Melgarejo) oraz „Love Has No Heart” (z udziałem Shany Halligan). Album (którego tytuł został zaczerpnięty ze slangu rastamanów) stanowi przegląd różnych jamajskich inspiracji – od dubowego i rapowego pulsu poprzez elektroniczne raggamuffin aż po reggae.
Album promował singiel „Ghetto Matrix” (z hip-hopowym wokalistą Mr. Lifem w roli głównej), wydany 10 stycznia 2017 roku we współpracy z magazynem Consequence of Sound.

Zawsze wierzyliśmy, że hip-hop może być bronią – bombą umysłową. Kiedy zmieszasz Thievery Corporation i Mr. Lifa, mikstura jest wybuchowa. Z pewnością 'Ghetto Matrix' jest tego dowodem.

### Lista utworów
Zestaw utworów na płycie CD na podstawie Discogs:
| Nr  | Tytuł utworu             | Wokal               | Długość |
| --- | ------------------------ | ------------------- | ------- |
| 1.  | „Thief Rockers”          | Zee                 | 3:29    |
| 2.  | „Letter To The Editor”   | Racquel Jones       | 3:54    |
| 3.  | „Strike The Root”        | Notch               | 3:32    |
| 4.  | „Ghetto Matrix”          | Mr. Lif             | 3:47    |
| 5.  | „True Sons Of Zion”      | Notch               | 4:05    |
| 6.  | „The Temple Of I & I”    |                     | 4:19    |
| 7.  | „Time + Space”           | LouLou Ghelichkhani | 4:33    |
| 8.  | „Love Has No Heart”      | Shana Halligan      | 4:25    |
| 9.  | „Lose To Find”           | Elin Melgarejo      | 3:17    |
| 10. | „Let The Chalice Blaze”  |                     | 4:44    |
| 11. | „Weapons Of Distraction” | Notch               | 5:07    |
| 12. | „Road Block”             | Racquel Jones       | 3:37    |
| 13. | „Fight To Survive”       | Mr. Lif             | 3:57    |
| 14. | „Babylon Falling”        | Puma                | 3:56    |
| 15. | „Drop Your Guns”         | Notch               | 3:44    |
|     |                          |                     | 1:00:26 |

## Odbiór

### Opinie krytyków
| Oceny łączne      | Oceny łączne |
| Publikacja        | Ocena        |
| ----------------- | ------------ |
| Album of the Year | 65/100       |
| AnyDecentMusic?   | 6.3/10       |
| Metacritic        | 65/100       |
| Recenzje          |              |
| Publikacja        | Ocena        |
| AllMusic          | [ 9 ]        |
| Drowned in Sound  | 5/10         |
| Record Collector  | [ 11 ]       |
| RYM               | 2.99/5       |
| Slant Magazine    | [ 13 ]       |
| Sputnikmusic      | 2.9/5        |
| Under the Radar   | [ 15 ]       |
| Wyborcza.pl       | 3/5          |

Ogólnie pozytywne recenzje na podstawie 9 recenzji krytyków.
Według Dan Cole’a z Drowned in Sound Temple of I & I ma nowoczesne brzmienie reggae. Melanż rzeczywistych instrumentów, zaproszonych, lokalnych wokalistów i cyfrowych tricków dał w efekcie „schłodzony rum z colą, popijany w słoneczny wieczór”.
Robert Sankowski zauważył, iż album Thievery Corporation nie zawiera wyłącznie wątków z kultury jamajskiej. Otwierająca album piosenka „Thiev Rockers” ma w sobie „coś z ducha klasycznych (…) numerów w stylu Massive Attack, zaś „Love Has No Heart”, ubarwione kobiecym wokalem, przywołuje odległe skojarzenia z zespołem Morcheeba, należącym do „tej samej generacji pionierów triphopowej rewolty”. „To płyta, która (…) prowokuje, by poszukać tanich biletów na Karaiby i choć na chwilę pomedytować na rozgrzanej tropikalnej plaży”.
Zdaniem Daryla Easlea z Record Collector Rob Garza i Eric Hilton przedstawili klarowną wizję tworząc „świetną mieszankę stylów i doskonale uzupełniając ją grupą gościnnych wokalistów”, spośród których wyróżnił Racquel Jones, Mr. Lifa i Notcha. Całość określił „jak do tej pory najbardziej wygładzony i przyjemny album zespołu”.
Według Jonathana Wroble ze Slant Magazine The Temple of I and I „jest prawdopodobnie najbardziej skoncentrowanym wysiłkiem grupy do tej pory, co czyni go również najmniej odważnym. Na całym albumie zespół zagłębia się w rytmy reggae i dancehall, angażując lokalnych muzyków i autorów tekstów, aby stworzyć atmosferę autentyczności”.
Zdecydowanie negatywnie natomiast ocenił album Liam Martin z AllMusic. Zarzucił zespołowi „głęboki brak innowacji”, a samą muzykę określił jako brzmiącą „niewiarygodnie przestarzale”. Zarówno metody produkcji jak i brzmienie syntezatorów i smyczków były według niego takie same, jak na pierwszych albumach zespołu. I te właśnie albumy, wydane pod koniec XX i na początku XXI wieku, kiedy w modzie było downtempo uważa on za najwartościowsze w jego dorobku. Natomiast The Temple of I & I określił jako jego „najbardziej bezkształtną płytę” wymieniając jako przyczyny: rezygnację z wpływów elektronicznych (których przykładem są albumy The Mirror Conspiracy i The Richest Man in Babylon), komentarzy społecznych (słyszalnych na Radio Retaliation i Culture of Fear) oraz odwołań do muzyki psychodelicznej (na The Cosmic Game) i do bossa novy (na Saudade).

### Listy tygodniowe
| Kraj              | Lista                               | Pozycja |
| ----------------- | ----------------------------------- | ------- |
| Austria           | austriancharts.at (Flandria)        | 18      |
| Belgia            | Ultratop (Flandria)                 | 30      |
| Belgia            | Ultratop (Walonia)                  | 117     |
| Holandia          | DutchCharts                         | 67      |
| Niemcy            | Offizielle Deutsche Charts          | 37      |
| Portugalia        | AFP                                 | 9       |
| Stany Zjednoczone | Billboard 200                       | 111     |
| Stany Zjednoczone | Dance/Electronic Albums (Billboard) | 4       |
| Stany Zjednoczone | Independent Albums (Billboard)      | 7       |
| Szwajcaria        | Schweizer Hitparade                 | 60      |